# Eusandalum hedqvisti
Eusandalum hedqvisti is een vliesvleugelig insect uit de familie Eupelmidae. De wetenschappelijke naam is voor het eerst geldig gepubliceerd in 1976 door Boucek.